# Waris Dirie
Waris Dirie (arab írással واريس ديري; Gaalkacyo, 1965 –) szomáliai modell, emberi jogi aktivista. A világ tíz vezető topmodelljének egyike, Naomi Campbell és Claudia Schiffer mellett az egyik legtöbbet fotózott topmodell.

## Élete
Szomáliában született, ötévesen a hagyományoknak megfelelően genitális csonkításon esett át. Tizenhárom éves volt, amikor az apja hozzá akarta adni egy ötvenéves férfihoz öt tevéért. Waris elszökött otthonról, és elindult Szomália fővárosába, Mogadishuba, ahol a rokonainál telepedett le. Egy nagynénje férje volt a londoni nagykövet, aki magával vitte Warist takarítónőnek. Négy évvel később, amikor vissza kellett volna térnie Mogadishuba, Waris Londonban maradt, és egy McDonald’sban dolgozott.
1997-ben az ENSZ nagykövete lett. Életéről könyvet írt A sivatag virága címen, ebből film is lett. Ezt két újabb könyv követte, a Sivatagi hajnal és A sivatag lányai.